# 美空ひばり劇場
『美空ひばり劇場』（みそらひばりげきじょう）は、1964年8月4日から1965年4月27日、および1966年10月8日から同年10月29日までTBS系列局が編成していたTBS製作のテレビドラマ放送枠である。このうち第1期は八欧電機（後のゼネラル、現：富士通ゼネラル）一社提供のため、「ゼネラルアワー」をサブタイトルに冠していた。全39回＋4回。

## 概要
美空ひばりの主演ドラマや時代劇を放送していた枠。2回から4回ほどの連続ドラマを放送するパターンが大半で、他に公開形式で行った単発ドラマも2本ある。

## 編成時間
いずれも日本標準時。
- 火曜 21:30 - 22:00 （ゼネラルアワー 美空ひばり劇場）
- 土曜 21:30 - 22:00 （美空ひばり劇場）

## 放送作品一覧

### ゼネラルアワー 美空ひばり劇場
1964年
1. おこま（8月4日 - 8月25日）
2. 神楽師（9月1日 - 9月15日）
3. 仇討ごよみ（9月22日 - 9月29日）
4. お白粉人形（10月6日 - 10月27日）
5. ミュージカルショー「髪」（11月3日）
6. 女侠一代（11月10日 - 11月24日）
7. 李朝残影（12月1日 - 12月8日）
8. 振袖剣士（12月15日 - 12月29日）

1965年
1. 寿初春歌姫七姿（1月5日）
2. 弁天小僧（1月12日 - 1月26日）
3. 七福神のなぞ（2月2日 - 2月9日）
4. 兄・私・弟（2月16日 - 2月23日）
5. 唐人お吉（3月2日 - 3月16日）
6. 今日もまた蝉が鳴く（3月23日 - 3月30日）
7. 出雲のお国（4月6日 - 4月27日）

### 美空ひばり劇場
1966年
1. 風流深川唄（10月8日 - 10月29日）